# Альфонсо де ла Серда
Альфонсо де ла Серда (1270, Вальядолид — 1333, Пьедраита, Кастилия и Леон) — старший сын Фернандо де ла Серда и Бланки Французской; внук короля Кастилии Альфонсо X. Альфонсо и его брат Фернандо были претендентами на кастильско-леонский трон во время правлений королей Кастилии Санчо IV, Фердинандо IV и Альфонсо XI. В 1331 году Альфонсо отказался от своих прав и принёс клятву верности королю Альфонсо XI.

## Жизнь
Когда Фернандо де ла Серда умер в 1275 году, бабка Альфонсо, Виоланта Арагонская, взяла его и его новорождённого брата Фернандо в Арагон. Там они 13 лет воспитывались в крепости Хатива.
Дед Альфонсо, король Кастилии Альфонсо X, хотел разделить своё царство. Санчо должен был унаследовать Кастилию, а Альфонсо должен был унаследовать Леон. После смерти Альфонсо X в 1284 году Санчо узурпировал трон Леона и короновался как Санчо IV. В сентябре 1288 года король Арагона Альфонсо III освободил Альфонсо де ла Серда и объявил его королём Кастилии и Леона. Несмотря на поддержку короля Арагона, Альфонсо не смог вернуть себе трон. В 1304 году в рамках Торреллского договора между королём Арагона Хайме II и королём Кастилии Фердинандом IV, Альфонсо согласился отказаться от всех притязаний на престол Леона. В свою очередь, он был назначен лордом Альба, Бехар и Гибралеон, а также других имений, владений и апанажей, рассеянных по всей территории Кастилии и Леона. Такая территориальная удалённость владений друг от друга не позволила бы Альфонсо де ла Серда сформировать большое независимое владение.
Позже король Франции Карл IV даровал Альфонсо де ла Серда титул барона де Люнеля, муниципалитета, расположенного в регионе Лангедок-Руссильон во Франции.

## Дети
В 1290 году Альфонсо женился на Матильде де Бриенн, дочери Жана II де Бриенна. У них было восемь детей:
- Фернандо Альфонсо (1286 — ок. 1340), женат на Эльвире де Айала.
- Альфонсо Испанский (1289 — 15 апреля 1327), епископ Парижский до 1322 года, барон де Люнель с 1324 года, владыка Тафальи и Капаррозу с июля 1325 года. Женат на Изабель д’Антуан, виконтессе Гент, дочери Хью IV, лорда Антуана. Отец Карла де ла Серда.
- Генрих (1290 — после 1326), епископ Парижский после своего брата Альфонсо.
- Луис (1291 — 5 июля 1348), граф Клермон и Тальмонт, адмирал Франции, главный принц Канарских островов с 15 ноября 1344 года. В 1306 году женился на Леоноре де Гусман, дочери Алонсо Переса де Гусмана. В 1346 году вступил в повторный брак с Гиот д’Узес, дочерью Роберта I, виконта д’Узеса.
- Маргарита (1293 — после 1328), леди Лемос и Сарри. Замужем за инфантом Филипе Кастильским, сыном короля Кастилии и Леона Санчо IV  и королевы Марии де Молины.
- Хуан Альфонсо (1295 — 7 августа 1347), сеньор Гибралеон, Уэльва, Реал де Мансанарес и Деза. Женат на Марии Афонсу де Португалия (внебрачная дочь короля Диниша Португальского).
- Мария (1305 — до 1355), сеньора Вильяфранка де Валькарсель. Замужем за Альфонсо Мелендес де Гусманом.
- Инес (1307 — 24 октября 1339), сеньора Бембибре. Замужем за Фернаном Родригесом де Вильялобосе, сеньором Вильялобосе.